# 张永强 (1966年)
张永强（1966年4月—），男，汉族，河北邢台人，中华人民共和国政治人物。现任河北省科学技术厅副厅长、民革中央委员、民革河北省委副主委、河北省政协常委。第十四届全国政协委员。